# Valongo do Vouga
Valongo do Vouga é uma vila portuguesa, sede da Freguesia de Valongo do Vouga do Município de Águeda, freguesia com 43,20 km² de área e 4637 habitantes (censo de 2021), tendo, por isso, uma densidade populacional de 107,3 hab./km².
Localizada na parte norte do município, a freguesia de Valongo do Vouga tem como vizinhas as freguesias de Préstimo a sueste, Águeda a sul, Trofa e Lamas do Vouga a oeste e Macinhata do Vouga a noroeste, e o município de Sever do Vouga, a leste.
A povoação de Valongo do Vouga foi elevada à categoria de vila em 12 de Junho de 2009.

## Demografia
Nota: Nos censos de 1864 a 1930 figura com o nome de Valongo. A actual designação foi-lhe dada pelo decreto-lei nº 27.424, de 31/12/1936.
A população registada nos censos foi:
| Distribuição da População por Grupos Etários | Distribuição da População por Grupos Etários | Distribuição da População por Grupos Etários | Distribuição da População por Grupos Etários | Distribuição da População por Grupos Etários |
| -------------------------------------------- | -------------------------------------------- | -------------------------------------------- | -------------------------------------------- | -------------------------------------------- |
| Ano                                          | 0-14 Anos                                    | 15-24 Anos                                   | 25-64 Anos                                   | > 65 Anos                                    |
| 2001                                         | 794                                          | 692                                          | 2753                                         | 767                                          |
| 2011                                         | 684                                          | 553                                          | 2683                                         | 957                                          |
| 2021                                         | 540                                          | 455                                          | 2394                                         | 1248                                         |

## Património
- Casa da Quinta da Aguieira
- Casal de São José
- Quinta do Capitão-Mor ou Quinta do Laranjal
- Piscinas e Pavilhão Desportivo
- Capelas de São Miguel, de Nossa Senhora da Conceição, de Santo António, de Santo Estêvão, de São Marcos, do Espírito Santo, de Nossa Senhora das Preces e de Nossa Senhora das Necessidades
- Via sacra
- Cruzeiro da Aguieira
- Celeiro
- Solar do Sobreiro
- Garganta
- Trecho do rio Marnel
- Lugar de Carvalhal

- Vestígios castrejos de Marnel
- Cruzeiro de Brunhido

## Lugares
- A-do-Fernando
- Aguieira (Valongo do Vouga)
- Aldeia (Valongo do Vouga)[7]
- Arrancada do Vouga
- Arrável (lugar extinto)
- Beco de Baixo (lugar extinto)
- Brunhido
- Cadaveira
- Carvalhal da Portela
- Carvalhosa
- Cumeada
- Casais
- Cavadas de Baixo
- Cavadinhas
- Chousa (lugar extinto)
- Crestêlo (lugar extinto)
- Espinheiros
- Farelanes (lugar extinto)
- Fermentões
- Gândara
- Lanheses
- Luvegadas (Santa Rita)
- Moutedo
- Outeiro
- Paço
- Pedra Salgueira ou Pé da Salgueira (lugar extinto)
- Picadas
- Póvoa do Espírito Santo
- Quintã
- Redonda
- Ribeiro (lugar extinto)
- Sabugal
- Salgueiro
- Sobreiro
- Troviscal (lugar extinto)
- Toural
- Val Covo
- Vale de Silvares
- Veiga
- Valongo
- Viade (lugar extinto)

## Personalidades
- Abílio Pereira de Paula Quaresma [1º professor de caligrafia, dactilografia e estenografia da Escola Industrial e Comercial de Águeda (18 de outubro de 1948)]
- Agostinho Baptista Teles de Figueiredo Pacheco [Fidalgo da Casa Real, Bacharel de Direito, Comendador da Ordem de Cristo, Cavaleiro da Ordem da Nossa Senhora da Conceição da Vila Viçosa, Sob-Prefeito do Distrito de Aveiro (1835), Deputado nas Cortes do Douro (em 3 de Agosto de 1836), Contador Geral da Fazenda Pública do Distrito do Porto (a partir de 1838 e durante 7 anos), Senador eleito pelos Distritos de Aveiro e Viseu (1839 - 1841)[8]].
- Agostinho Pacheco Teles
- Amílcar da Fonseca Morais [ Capitão ; Músico; Compositor]
- António Martins Rachinhas [Escritor e Político]
- António Simões Estima [Escritor e Político]
- Arménio Gomes dos Santos - [Escritor e Inspector do ensino primário]
- Frei António Pereira (Valongo do Vouga, Portugal, 1625 — Évora, Portugal, 1695) - padre
- Joaquim Soares de Souza Baptista [Benemérito e Historiador]
- João Gomes Pacheco - bispo
- Joaquim Gomes dos Santos [Juiz de Paz em Arrancada do Vouga]
- Dr. José Agostinho Figueiredo Pacheco Teles (Monteiro - Mor do Vouga), proprietário da Casa de Aguieira
- Dr. Nicolau Pacheco Teles, da Casa de Aguieira, Juiz de Fora em Midões, assassinado pelo criminoso João Brandão. Foi colega do Curso de Leis do Juiz, António Pereira Simões
- Dr. Joaquim Álvaro Teles de Figueiredo, Visconde da Aguieira, era filho do Monteiro-mor do Vouga e irmão do Juiz Nicolau Pacheco Teles.
- Capitão-Mor, Dr. José Pereira Simões, casou-se com Isabel Ferreira, de Arrancada do Vouga, proprietário de imensas ferrarias no Concelho do Vouga. Era Bacharel em Cânones.
- Dr. António Pereira Simões [Juiz Desembargador]
- Dr. João Xavier Pereira Simões, Médico da Marinha de Guerra (capitão de mar e guerra) - Foi médico Municipal de Aveiro e  Águeda.
- Conselheiro José Joaquim Rodrigues de Bastos (Juiz desembargador, escritor)

## Associativismo(Cultural/Recreativo/Desportivo/Social)
- ACRAR - Associação Cultural e Recreativa dos Amigos da Redonda
- ACRF - Associação Cultural e Recreativa de Fermentões
- ADV - Associação Desportiva Valonguense
- Casa do Povo de Valongo do Vouga
- Centro Social e Paroquial de Valongo do Vouga
- Fundação Nossa Senhora da Conceição
- GDA - Grupo Desportivo Amador
- Irmandade da Nossa Senhora da Conceição da Capela de Nossa Senhora da Conceição
- Assoartes- Escola de Artes de Valongo do Vouga

## Gastronomia
- Bacalhau à Jacinto
- Bacalhau à lagareiro
- Cabrito no forno
- Carnes grelhadas
- Carolos com carne de porco cozida
- Cozido à portuguesa
- Doçaria = Suspiros e cavacas
- Enguias fritas
- Padas da Veiga
- Peixe do rio de escabeche
- Rojões
- Vinhos da Quinta da Aguieira
- Vinhos da Quinta do Pisão
- Vinhos da Quinta da Lomba (sem atividade)

## Tradições
- Cantar das Janeiras
- Festas Religiosas e populares
- Visita Pascal
- Serrar a velha ou Serrar da velha (actualmente sem expressão)